# Per Gawelin
Per Gawelin (* 24. Januar 1978) ist ein ehemaliger schwedischer Fußballspieler. Der Mittelfeldspieler bestritt 2001 ein Länderspiel.

## Werdegang
Gawelin begann mit dem Fußballspielen bei Nora BK. 1994 schloss er sich Örebro SK an und konnte zwei Jahre später sein Debüt in der Allsvenskan feiern. Beim 2:1-Erfolg über Östers IF am 3. August 1996 wurde er in der 85. Spielminute für Mikael Steen eingewechselt. In der Spielzeit 1997 etablierte er sich bereits als Neunzehnjähriger als Stammspieler im Verein und bestritt 25 Saisonspiele. 2004 beendete er wegen einer Knieverletzung seine Karriere. Wegen seiner hohen Verletzungsanfälligkeit kam er bis zu seinem Karriereende nur auf 112 Erstligaspiele und 15 Tore.
Dennoch schaffte es Gawelin bis in die schwedische Nationalmannschaft. Im Rahmen des King’s Cup debütierte er am 12. Februar 2001 beim 2:2-Unentschieden gegen China in der Landesauswahl. Die 65 Spielminuten bis zu seiner Auswechslung gegen Håkan Mild blieben die einzige Spielzeit im schwedischen Nationaljersey.
Nach seinem Karriereende blieb Gawelin bei ÖSK und ist in der Jugendarbeit des Vereins tätig.

## Bemerkenswertes
Per Gawelins Vater Lars-Göran spielte in den 1970er Jahren selbst in der Allsvenskan.